# Port Hawkesbury
Port Hawkesbury (do 1860 Ship Harbour) – miasto (town) w kanadyjskiej prowincji Nowa Szkocja, w hrabstwie Inverness, nad cieśniną Strait of Canso, podjednostka podziału statystycznego (census subdivision). Według spisu powszechnego z 2016 obszar miasta to: 8,10 km², a zamieszkiwało wówczas ten obszar 3214 osób (gęstość zaludnienia 396,6 os./km²), natomiast cały obszar miejski (population centre) zamieszkiwało 3004 osoby.
Miejscowość powstała w 1817 w ramach nadania dla kompanii kupieckiej Thoume, Moullin & Company z Guernsey (reprezentowanej przez Nicholasa Painta) terenów wokół zatoki Ship Harbour (Sarre), od której wzięła pierwotną nazwę, zmienioną (ze względu na identyczność tejże z tą nadaną innej miejscowości w prowincji) w 1860 na używaną współcześnie – na cześć Charlesa Jenkinsona, pierwszego barona Hawkesbury, w 1889 otrzymała status miasta (town), do 1955 przystań promu łączącego wyspę Cape Breton i półwysep Nowa Szkocja.